# Distrito de Jharsuguda
Jharsuguda (en oriya: ଝାରସୁଗୁଡ଼ା ଜିଲା) es un distrito de la India en el estado de Orissa. Código ISO: IN.OR.JH.
Comprende una superficie de 2202 km².
El centro administrativo es la ciudad de Jharsuguda.

## Demografía
Según censo 2011 contaba con una población total de 579499 habitantes, de los cuales 282 485 eran mujeres y 297 014 varones.